# Divers/Cité
Divers/Cité est un festival LGBT d'arts et musique à Montréal (Québec) ayant eu lieu annuellement entre 1993 et 2014. 

## Programmation

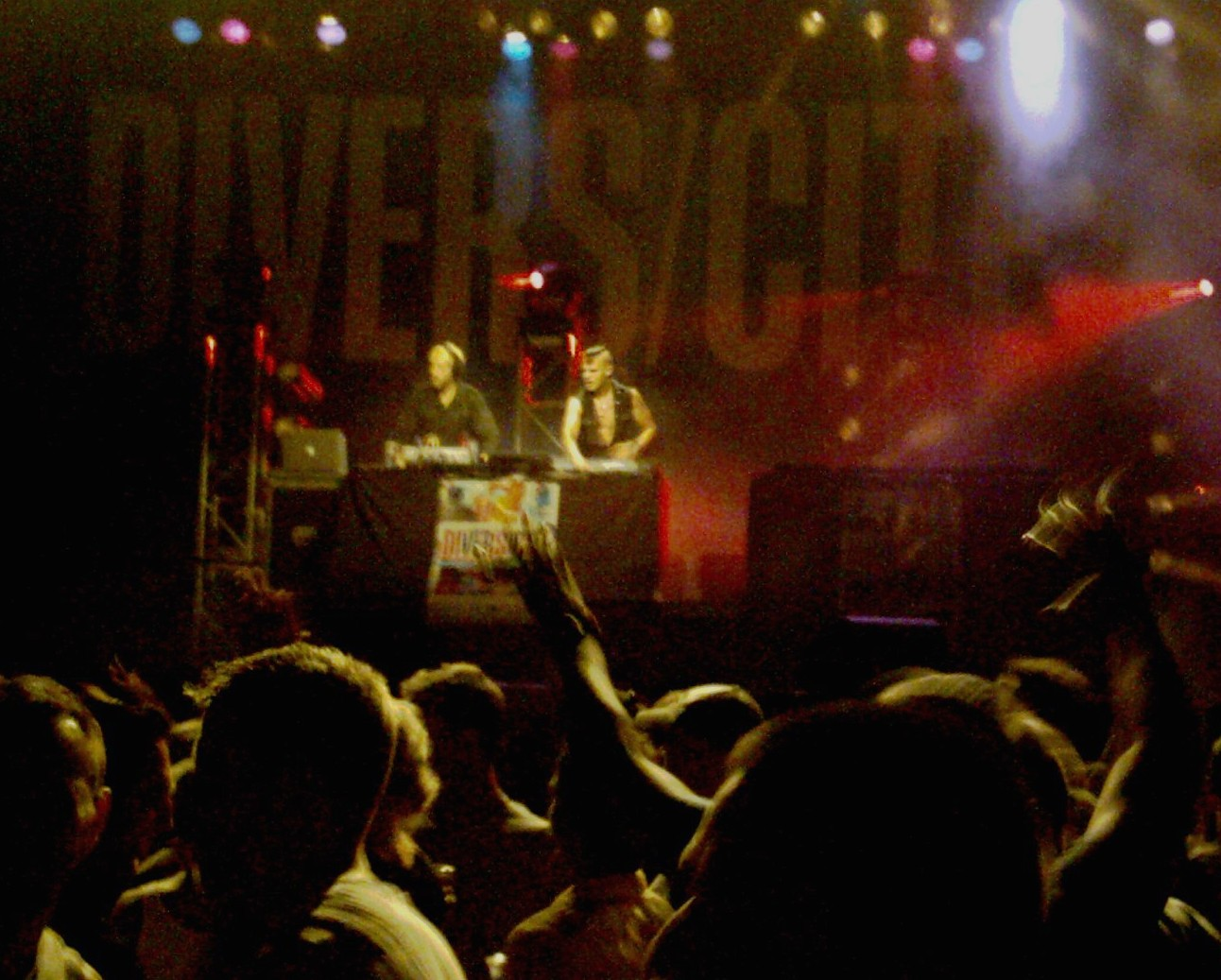
Performance de musique techno à Divers/Cité

L'événement, surnommé la Fête gaie de Montréal, débutant généralement à la fin juillet, a lieu à différents endroits au cours de son existence : au parc La Fontaine, sur la rue Sainte-Catherine dans le Village gai, à la place Émilie-Gamelin puis au  Vieux-Port de Montréal. Le festival comprend plusieurs activités gratuites extérieures diverses dont la danse contemporaine, DJs, cinéma en plein air, expositions de photographies, spectacles d'humour ainsi que des concerts de musique jazz, pop, latine, rock, house, R&B et électronique. L'une des activités les plus populaires est Mascara, la nuit des drags, spectacle de drag queens mis sur pied par Mado Lamotte (1996-2013). Le spectacle 1, Boulevard des Rêves regroupant un enchaînement de chanteurs, de même que Flexx, prestation de danse moderne, reviennent à la plupart des éditions,.
Plus de 100 000 personnes participent à l'édition de 2010. Jusqu'en 2006, il organise le défilé LGBT et une journée communautaire sur la rue Sainte-Catherine dans le Village gai. En 2007, le festival Fierté Montréal a pris la relève de l'organisation du défilé, des spectacles et de la journée communautaire.
Les artistes ayant participé à différentes éditions de Divers/Cité comprennent entre autres, outre Mado Lamotte, les chorégraphes Dave St-Pierre et Scott Fordham et Pina Bausch ainsi que les chanteurs Kim Richardson, Florence K, Nancy Martinez, Dawn Tyler Watson, Julie Massicotte, Johanne Blouin, Sylvie Desgroseilliers, Stéphane Lemieux, Paul Alleruzzo, Paul Mathieu, Marie Claude Petit et Nathalie Choquette.

## Historique et organisation
Suzanne Girard et Pueblo Deir fondent Divers/Cité en 1993. Suzanne Girard agit comme directrice générale jusqu'à sa fermeture. L'événement contribue largement à faire de Montréal une destination touristique LGBT internationale, à contribuer à l'essor de la fréquentation touristique à Montréal et au développement du Village gai de Montréal au cours des années 1990. L'organisation tire ses revenus principalement des subventions gouvernementales. En 2009, le gouvernement Harper lui refuse sa subvention bien que l'événement réponde à tous les critères, tout en affirmant que sa décision n'est pas motivée par des considérations idéologiques. En 2012, l'événement déménage au Vieux-Port après que la Ville de Montréal a refusé à six reprises qu'il prenne place au Quartier des spectacles. Le 20 mai 2015, l'organisme se place sous la loi de la Protection contre les Créanciers du Canada et annonce que la fermeture est définitive. La fermeture fait suite à une édition peu achalandée et engendrant un grand déficit, en raison de l'emplacement du festival après 2012, d'un différend avec les commerces du Village gai refusant de contribuer à l'événement qui leur apporte achalandage, de la cessation du Mascara, la nuit des drags en épuisement après 13 années de prestation, et de la concurrence d'autres festivals dont Osheaga et Île Soniq,.